# Acamptopoeum prinii
Acamptopoeum prinii là một loài Hymenoptera trong họ Andrenidae. Loài này được Holmberg mô tả khoa học năm 1884.

## Hình ảnh

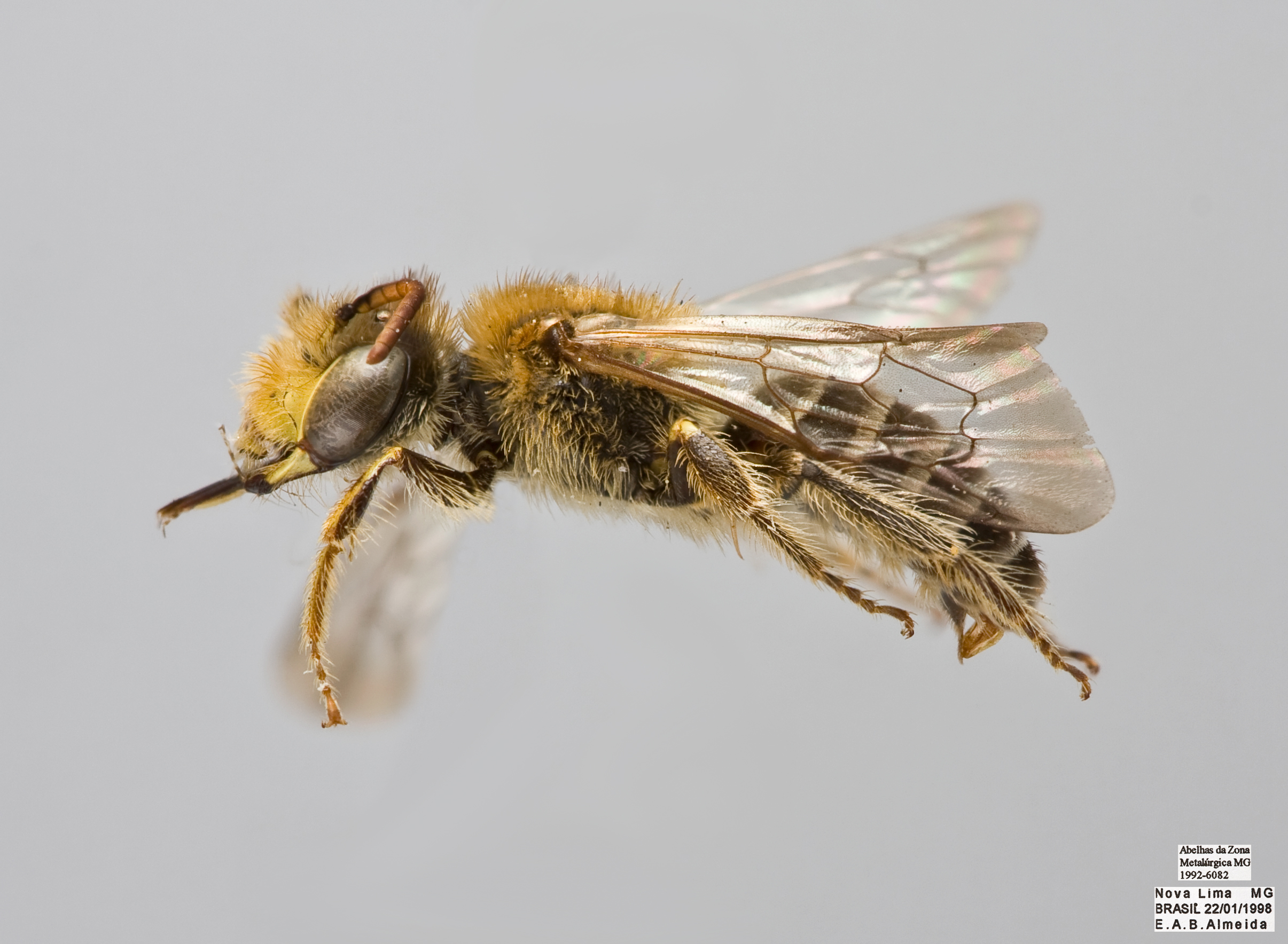